# Rei Izumi
Rei Izumi (依澄れい Izumi Rei?, nacida el 12 de abril) es una mangaka japonesa. Ella es más conocida por el trabajo .hack//Legend of the Twilight, y Hibiki no Mahou.         

## Trabajo
Manga
- .hack//Legend of the Twilight
- Posutaru Work
- Hibiki no Mahou
- Gakkō Yōkai Kikō: Yō

Novelas
- .hack//AI buster
- .hack//AI buster 2
- Kosumosu no Sora ni
- Takkyū Jō
- Shank!! The rate story

Novelas Visuales
- True Tears